# Sitticus walckenaeri
Sitticus walckenaeri là một loài nhện trong họ Salticidae.
Loài này thuộc chi Sitticus. Sitticus walckenaeri được Carl Friedrich Roewer miêu tả năm 1951.